# Trofim Fjodorowitsch Lomakin
Trofim Fjodorowitsch Lomakin (russisch Трофим Фёдорович Ломакин; * 2. August 1924 in Barantscha in der Region Altai; † 13. Juni 1973) war ein sowjetischer Gewichtheber.

## Karriere
Bei den Olympischen Spielen 1952 in Helsinki überraschte ein sowjetischer Gewichtheber die Öffentlichkeit, als er im Leichtschwergewicht die Goldmedaille vor den favorisierten Arkadi Worobjow und Stanley Stanczyk gewann. Er hieß Trofim Lomakin und war Angehöriger der "Roten Armee". Den Experten war der von Mechanik und Schatow trainierte, etwas bullig wirkende, 28-jährige Athlet nicht gänzlich unbekannt, hatte er doch 1951 in Berlin bei den Welt-Jugendfestspielen und 1952 bei den sowjetischen Meisterschaften gesiegt. Bis 1960 mischte er dann bei vielen wichtigen internationalen Meisterschaften ganz vorne mit. 1960 überraschte er mit einem Wechsel in das Mittelschwergewicht, nachdem er 1959 im Leichtschwergewicht von dem neuen sowjetischen Heberstar Rudolf Plukfelder überholt worden war.
Trofim Lomakin, zuletzt Offizier in der Sowjetarmee, starb bereits 1973.

## Internationale Erfolge
(OS = Olympische Spiele, WM = Weltmeisterschaften, EM = Europameisterschaften, Ls = Leichtschwergewicht, Ms = Mittelschwergewicht)
- 1951, 1. Platz, Welt-Jugendfestspiele in Berlin, Ms, mit 395 kg;
- 1952, Goldmedaille, OS in Helsinki, Ls, mit 417,5 kg, vor Stanley Stanczyk, USA, 415 kg und Arkadi Worobjow, UdSSR, 407,5 kg;
- 1953, 2. Platz, WM in Stockholm, Ls, mit 427,5 kg, hinter Worobjow, 430 kg und vor Stanczyk, 415 kg;
- 1954, 2. Platz, WM in Wien, Ls, mit 427,5 kg, hinter Thomas Kono, USA, 435 kg und vor Jean Debuf, Frankreich, 405 kg;
- 1956, 1. Platz, EM in Helsinki, Ls, mit 420 kg, vor Václav Pšenička Tschechoslowakei und Günter Siebert, Deutschland, 37,5 kg;
- 1957, 1. Platz, WM in Teheran, Ls, mit 450 kg, vor James George, USA, 422,5 kg und Mansouri, Iran, 412,5 kg;
- 1958, 1. Platz, Militär-Spartakiade der Staaten des Warschauer Paktes in Leipzig, Ls, mit 405 kg, vor Dieter Göhring, DDR;
- 1958, 1. Platz, WM + EM in Stockholm, Ls, mit 440 kg, vor James George, 435 kg und Ireneusz Palinski, Polen, 432,5 kg;
- 1960, Silbermedaille, OS in Rom, Ms, mit 457,5 kg, hinter Worobjow, 472,5 kg und vor Louis Martin (Gewichtheber), Großbritannien, 445 kg.

## UdSSR-Meisterschaften
- 1951, 2. Platz, Ls, mit 395 kg, hinter Worobjow, 395 kg;
- 1952, 1. Platz, Ls, mit 415 kg, vor Worobjow, 415 kg;
- 1953, 1. Platz, Ls, mit 415 kg, vor Merkulow, 395 kg;
- 1955, 1. Platz, Ls, mit 432,5 kg, vor Stepanow, 410 kg;
- 1956, 1. Platz, Ls, mit 437,5 kg;
- 1957, 1. Platz, Ls, mit 440 kg, vor Rudolf Plukfelder, 432,5 kg;
- 1960, 1. Platz, Ms, mit 457,5 kg, vor Worobjow, 457,5 kg.

## Weltrekorde
im beidarmigen Drücken:
- 157 kg, 1960 in Rom, Ms.

im beidarmigen Stoßen:
- 170,5 kg, 1953 in Moskau, Ls.

im olympischen Dreikampf:
- 435 kg, 1956 in Moskau, Ls,
- 437,5 kg, 1956 in Moskau,
- 450 kg, 1957 in Teheran; Ls.